# حزب الشباب
حزب الشباب (باللغة التركية: Genç Parti) حزب سياسي قومي علماني ليبرالي تركي، تأسس في 10 من تموز/يوليو عام 2002 بزعامة جيم أوزان، ينادي الحزب بالتجديد والإصلاح في كافة المجالات في تركيا.

## وصلات خارجية
- موقع الحزب الرسمي